# 王枚
王枚（?—?），直隸省河間縣人，清朝政治人物、進士出身。
光緒三十年，會試第62名；殿試登進士二甲39名，后授以主事分部學習。	